# 麥當勞叔叔

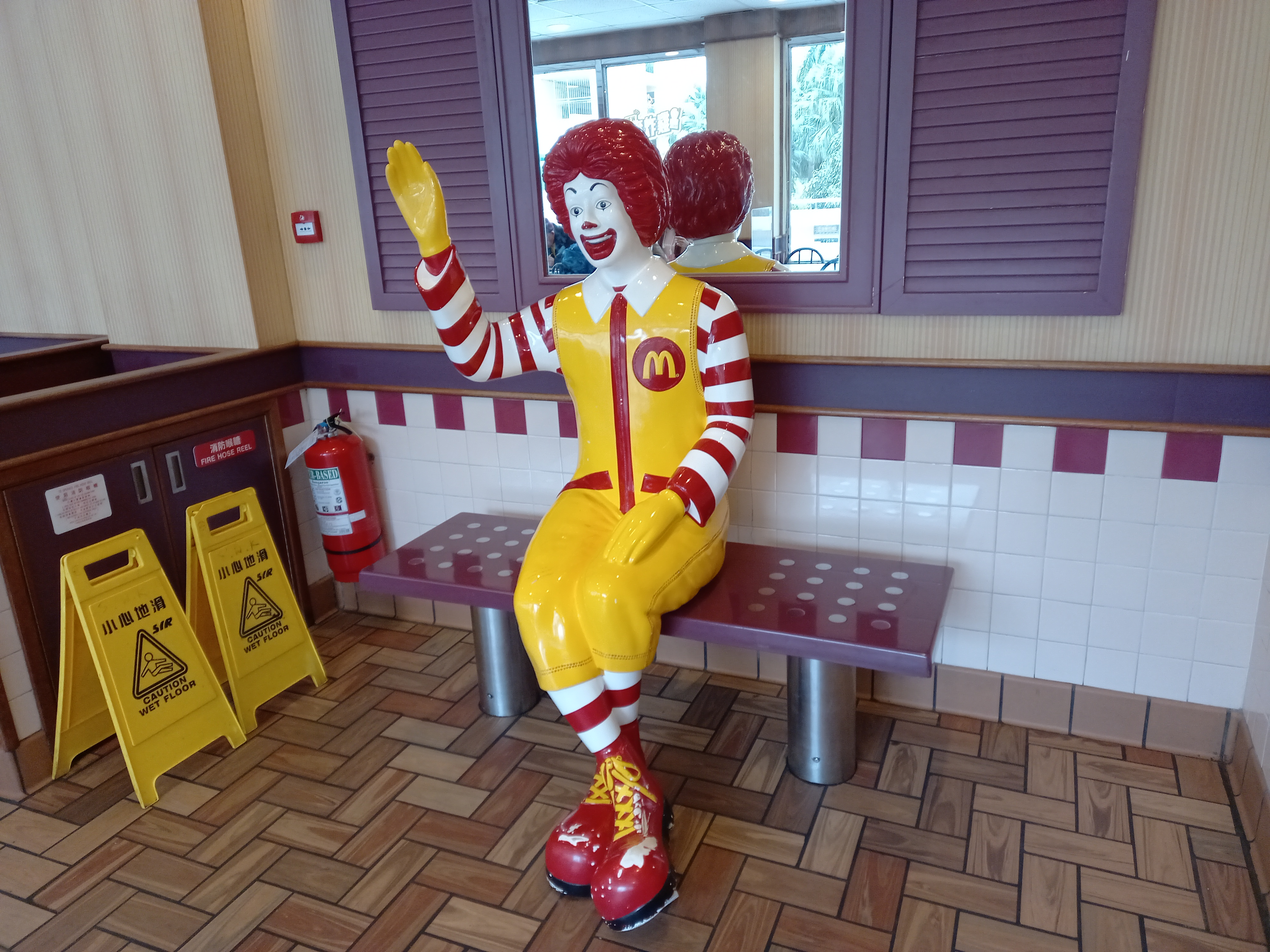
香港石圍角邨麥當勞叔叔雕像

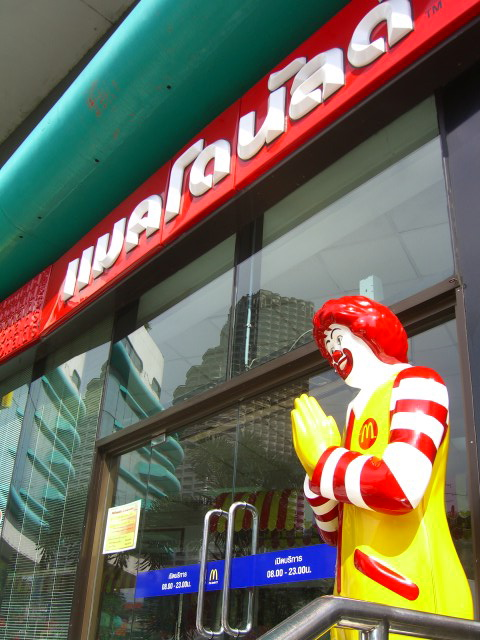
在泰國雙手合十的麥當勞叔叔

麥當勞叔叔是麥當勞速食連鎖店的招牌吉祥物，官方設定本名叫作羅納德·麥當勞（Ronald McDonald），日本的本名改為唐納德·麥當勞（Donald McDonald）。隨著麥當勞全球展店有成，麥當勞叔叔不但是美式速食文化的象徵圖騰之一，甚至有研究指出麥當勞叔叔的形象知名度位列全球第二（僅次於聖誕老人）。

## 形象
在官方設定中，麥當勞叔叔是個貌似小丑的人物，頂著一頭火紅的爆炸頭，笑口常開，身著鮮黃色的連身工作服及紅色的大短靴，裡衫及襪子皆為紅白相間的條紋式樣。伴隨著麥當勞公司全球化的經營方針，麥當勞叔叔還被設定為能說31種語言，包括汉语及日語等等。此外，作為麥當勞公司用以吸引小朋友的主要虛擬角色，因此官方將麥當勞叔叔設定為「孩童最好的朋友」，與其一群各具特色的朋友永遠在麥當勞樂園（McDonaldland）歡迎著小朋友的光臨，並自2003年8月起擔任麥當勞公司的「首席歡樂官」（Chief Happiness Officer，CHO）。

## 由来
麥當勞叔叔是一拉脫維亞人麥克·波拉科夫斯所創造的角色。麥克·波拉科夫斯本來是個在美國受歡迎的馬戲團小丑，1966年麥當勞邀請他創造店代表人物（Ronald McDonald），成功塑造為眾所皆知的麥當勞叔叔。2009年12月6日，麥克·波拉科夫斯以86歲高齡在美國過世。